# Laelia bonaberiensis
Laelia bonaberiensis är en fjärilsart som beskrevs av Embrik Strand 1915. 
Laelia bonaberiensis ingår i släktet Laelia och familjen tofsspinnare. Inga underarter finns listade i Catalogue of Life.